# Walther Bergt
Walther Adolf Bergt (* 16. Juni 1864 in Burgstädt; † 28. Februar 1941 in Leipzig) war ein Mineraloge und Geologe, der an der Universität Leipzig und Technischen Hochschule Dresden lehrte.
Bergt promovierte 1888 an der Universität Leipzig und habilitierte sich 1899 in Dresden. Er lehrte neben Ernst Kalkowsky von 1899 bis 1905 an der TH Dresden als ao. Professor, an der Universität Leipzig als Lehrbeauftragter von 1905 bis 1914. Seit 1906 leitete er die Abteilung für vergleichende Länderkunde am Museum für Völkerkunde zu Leipzig, die 1907 als Museum für Länderkunde eigenständig wurde. Es widmete sich in seinen Ausstellungen der Unterstützung des deutschen Kolonialismus. Dabei arbeitete er eng mit dem Afrikaforscher Hans Meyer zusammen. Im November 1933 unterzeichnete Bergt das Bekenntnis der deutschen Professoren zu Adolf Hitler. Bergt beschrieb in seinen Werken die Geologie u. a. von Kolumbien sowie Madeira und den Kapverdischen Inseln.

## Schriften
- Beitrag zur Petrographie der Sierra Nevada de Santa Marta und der Sierra de Perijá in Süd-Amerika, Diss. Leipzig 1888
- mit Richard Küch: Geologische Studien in der Republik Colombia, Berlin 1892/3
- Die älteren Massengesteine, krystallinen Schiefer und Sedimente, Geologische Studien in der Republik Columbia, Berlin 1899 (= Habil.)
- mit Alphons Stübel: Der Vesuv : eine vulkanologische Studie für jedermann, Leipzig 1909